# Breg, Mežica
Breg este o localitate din comuna Mežica, Slovenia, cu o populație de 79 de locuitori.